# Sage Ja!
Sage Ja! ist ein Lied der deutschen Rock-Musikgruppe Unheilig, das als erste Single der Bandgeschichte aus ihrem ersten Studioalbum Phosphor ausgekoppelt wurde. Die Erstveröffentlichung fand am 2. Oktober 2000 in Deutschland statt. Die Single ist als Maxi-CD nur in Deutschland zu erwerben, in allen anderen Ländern ist der Song nur als Download erhältlich. Musik und Text des Liedes stammen von Der Graf und Grant Stevens, produziert wurde es von José Alvarez-Brill, somit ist das Lied eine reine Unheilig-Produktion. Die Maxi-CD enthält noch folgende B-Seiten: Skin, Sage Ja! (Clubmix) und Sage Ja! (Musikvideo). Das Lied wurde unter dem Label Bloodline veröffentlicht.

## Cover
Das Cover zur Maxi-Single, von Dusan Tutovic erstellt, zeigt einen schwarzen Hintergrund mit weißem Schriftzug mit dem Namen der Band und dem Titel des Liedes. Außerdem ist auf der Rückseite folgender Satz zu sehen:

„UNHEILIG gegen Gewalt und Rassismus

Sage Ja! zu Toleranz.“

## Musikvideo
Im Musikvideo zu Sage Ja! ist von der Band nur der Graf zu sehen. Das Video teilt sich in zwei Abschnitte, im ersten ist der Graf in einem schwarzen Mantel mit Springerstiefeln zu sehen, wie er sich im Nebel zur Musik des Liedes bewegt, und im zweiten Abschnitt ist der Graf oben ohne mit vier Frauen zu sehen. Regie bei dem Video führten André Paulssen und Phillip Schubert.

## Mitwirkende
- André Paulssen: Musikvideo Regisseur
- Christoph Termühlen („Licky“): Gitarre
- Der Graf: Gesang, Programmierung, Musik, Text
- Dusan Tutovic: Covergestaltung
- Grant Stevens: Musik, Text
- Henning Verlage: Hintergrundgesang, Keyboard, Programmierung
- José Alvarez-Brill: Produktion
- Phillip Schubert: Musikvideo Regisseur